# Головчинский, Николай
Князь Николай Головчинский (? — 1658) — государственный деятель Великого княжества Литовского, хорунжий оршанский (с 1644), посол на сейм (1648).

## Биография
Представитель княжеского рода Головчинских (Рюриковичи) герба «Лебедь». Старший сын каштеляна мстиславского, князя Константина Головчинского (ум. 1620). Младший брат — Юрий (Ежи) Головчинский (? — 1648/1649).
В 1644 году князь Н. Головчинский получил должность хорунжего оршанского. В 1648 году избирался послом (депутатом) на сейм.
Был женат на Екатерине Швыйковской, от брака с которой детей не имел.
Последний мужской представитель княжеского рода Головчинских.